# Frieda (Vorname)
Frieda ist ein deutscher weiblicher Vorname.

## Herkunft und Bedeutung
Frieda ist die Kurzform zu Namen, die das Element frid beinhalten. Das germanische Element frid bedeutet „Frieden“.

## Verbreitung
Im ausgehenden 19. und beginnenden 20. Jahrhundert gehörte der Name Frieda/Frida zu den beliebtesten weiblichen Vornamen in Deutschland. Im Jahr 1891 belegte er sogar Platz eins der Häufigkeitsstatistik. In den 1920er und 1930er Jahren nahm seine Popularität stark ab, so dass ab Mitte der vierziger Jahre kaum noch Kinder Frieda genannt wurden. Seit der Jahrtausendwende erlebt die Beliebtheit des Namens jedoch einen neuen Aufschwung. Im Jahr 2021 erreichte Frieda/Frida Rang 19 der beliebtesten weiblichen Vornamen in Deutschland.
Die Variante Frieda ist in Deutschland und der Schweiz etwas häufiger als in Österreich. In Österreich wird Frieda seit Mitte der 2000er Jahre regelmäßig vergeben, seit Ende der 2010er Jahre befindet sich der Name sich in den beliebtesten Namen. Der Name war in der Schweiz besonders in den 1930er Jahren beliebt, bis Ende der 1950er Jahre sank seine Beliebtheit stetig. Seit der Jahrtausendwende wird er wieder regelmäßig gewählt, jedoch gilt er als nur mäßig beliebt.
In Dänemark, Schweden, Norwegen und Finnland hingegen ist die Schreibweise alltäglich und sehr beliebt.
Frieda wird in den Niederlanden seit 1930 jährlich gewählt. Von 1930 bis in die 1960er Jahre befand sich der Name stets in der Liste der mäßig beliebten Vornamen. Danach ließ seine Popularität nach, seit 10 Jahren wird er wieder beliebter. In Belgien kommt der Name dahingegen nur selten vor. Der Name gehörte in Frankreich von 1900 bis 1920 zu den Top-200 Mädchennamen, danach ging seine Beliebtheit stark zurück. Seit Kriegsende wird der Name nicht mehr regelmäßig vergeben.
In England wird der Name seit Mitte der 2000er Jahre jährlich bei der Namenswahl berücksichtigt, jedoch in einer geringen Anzahl. In Schottland ist er seit 1974 sporadisch anzutreffen. Dahingegen gilt er in Irland und Nordirland als sehr seltener Mädchenname.
Der Vorname Frieda wurden in den USA von 1880 bis Ende der 1950er Jahre alljährlich in der Namensgebung berücksichtigt, danach wurde er nur noch sehr selten gewählt. Zwischen Mitte der 1880er und Ende der 1900er Jahre gehörte er zu den Top-200. In Kanada wird der Name seit 1980 fast jedes Jahr vergeben, aber nur in einem geringen Volumen.

## Varianten
- Freda, Frida, Friedel, Friedl, Vreda, Friedotschka (russische Verniedlichung), Fríða, Fredda

### Vollnamen
- Elfriede, Friederike, Geofreda

## Namenstag
- 19. Oktober

## Bekannte Namensträgerinnen
- Frieda Amerlan (1841–1924), deutsche Schriftstellerin
- Frieda Andreae (1840–nach 1922), deutsche Schriftstellerin
- Frieda Blell (1874–1951), deutsche Landschaftsmalerin
- Frieda Brepoels (* 1955), belgische Politikerin (N-VA)
- Frieda von Bülow (1857–1909), deutsche Schriftstellerin, Afrikareisende, Anhängerin des Kolonialgedankens und Begründerin des deutschen Kolonialromans
- Frieda Dänzer (1930–2015), Schweizer Skirennfahrerin
- Frieda Duensing (1864–1921), deutsche Juristin, Wegbereiterin der Sozialen Arbeit
- Frieda Fiedler (1885–1965), deutsche Politikerin (SPD)
- Frieda Fischer (Malerin) (1886–1966), deutsche Malerin
- Frieda Fischer-Wieruszowski (1874–1945), deutsche Kunstsammlerin und Museumsleiterin
- Frieda Fromm-Reichmann (1889–1957), deutsch-amerikanische Ärztin, Psychoanalytikerin und Psychotherapeutin
- Frieda Gallati (1876–1955), Schweizer Historikerin
- Frieda Grafe (1934–2002), deutsche Filmkritikerin, Filmessayistin und Übersetzerin
- Frieda Hackhe-Döbel (1911–1977), deutsche Politikerin (SPD)
- Frieda Haller (1888–1972), deutsche Hausangestellte und Politikerin (SPD/SED)
- Frieda Hauke (1890–1972), deutsche Politikerin (SPD)
- Frieda Harris (1877–1962), Künstlerin und Zeichnerin der 78 Karten des Crowley-Tarotdecks
- Frieda Hempel (1885–1955), deutsche Opernsängerin (Sopran)
- Frieda Inescort (1901–1976), schottische Schauspielerin
- Frieda Jung (1865–1929), ostpreußische Heimatdichterin
- Frieda Krüger (1900–1991), deutsche Frauen- und Gewerkschaftsfunktionärin
- Frieda Mätz (1902–1975), deutsche Politikerin (SPD)
- Frieda Menshausen-Labriola (1861–1939), deutsche Malerin
- Frieda Nickel (1889–1970), sozialdemokratische Politikerin
- Frieda Radel (1869–1958), Hamburger Politikerin (DDP)
- Frieda von Richthofen (1879–1956), deutsche Schriftstellerin und Übersetzerin
- Frieda Riess (1890–1954), deutsch-jüdische Fotografin
- Frieda Ritzerow (1834–nach 1868), deutsche Schriftstellerin
- Frieda Roß (1899–1975), deutsche Politikerin (SPD)
- Frieda Rosenthal (1891–1936), Berliner Kommunalpolitikerin und Widerstandskämpferin gegen das NS-Regime
- Frieda Schäfer (1904–1980), deutsche Politikerin (KPD)
- Frieda Schanz (1859–1944), deutsche Jugendbuchautorin, Herausgeberin und Lehrerin
- Frieda Seidlitz (1907–1936), deutsche Widerstandskämpferin
- Frieda Sembach-Krone (1915–1995), deutsche Artistin und Direktorin des Circus Krone
- Frieda Sternberg (1920–2009), Mitbegründerin und ehemalige LPG-Vorsitzende der LPG „Ernst Thälmann“ in Bennewitz bei Wurzen
- Frieda Stoppenbrink-Buchholz (1897–1993), deutsche Hilfsschullehrerin, Heilpädagogin, Vertreterin der Jenaplan-Pädagogik in der Hilfsschule, Reformerin der Hilfsschulpädagogik
- Frieda Unger (1888–1975), deutsche Politikerin
- Frieda Wunderlich (1884–1965), deutsche Wirtschaftswissenschaftlerin und Soziologin, Hochschullehrerin und Politikerin (DDP, DStP)